# Ulica Górniczego Stanu w Katowicach
Ulica Górniczego Stanu w Katowicach – ulica w Katowicach, położona na całej długości na obszarze dzielnicy Giszowiec, w jej południowej części. Łączy ulicę Pszczyńską ulicami: Barbórki, Przyjazną, Adama, Pod Kasztanami, Kosmiczną i Ceramiczną.

## Historia i opis

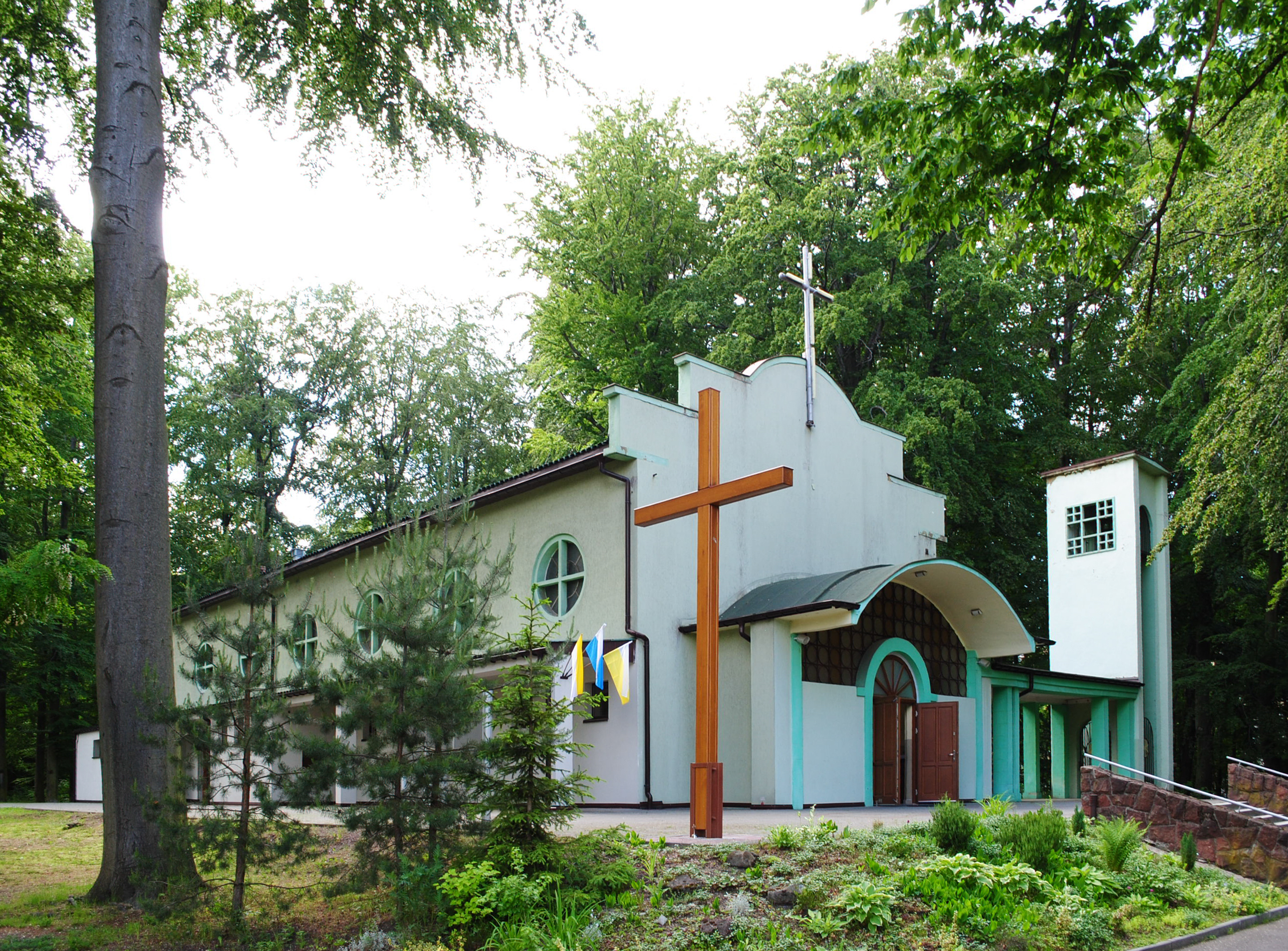
Kościół św. Stanisława Kostki

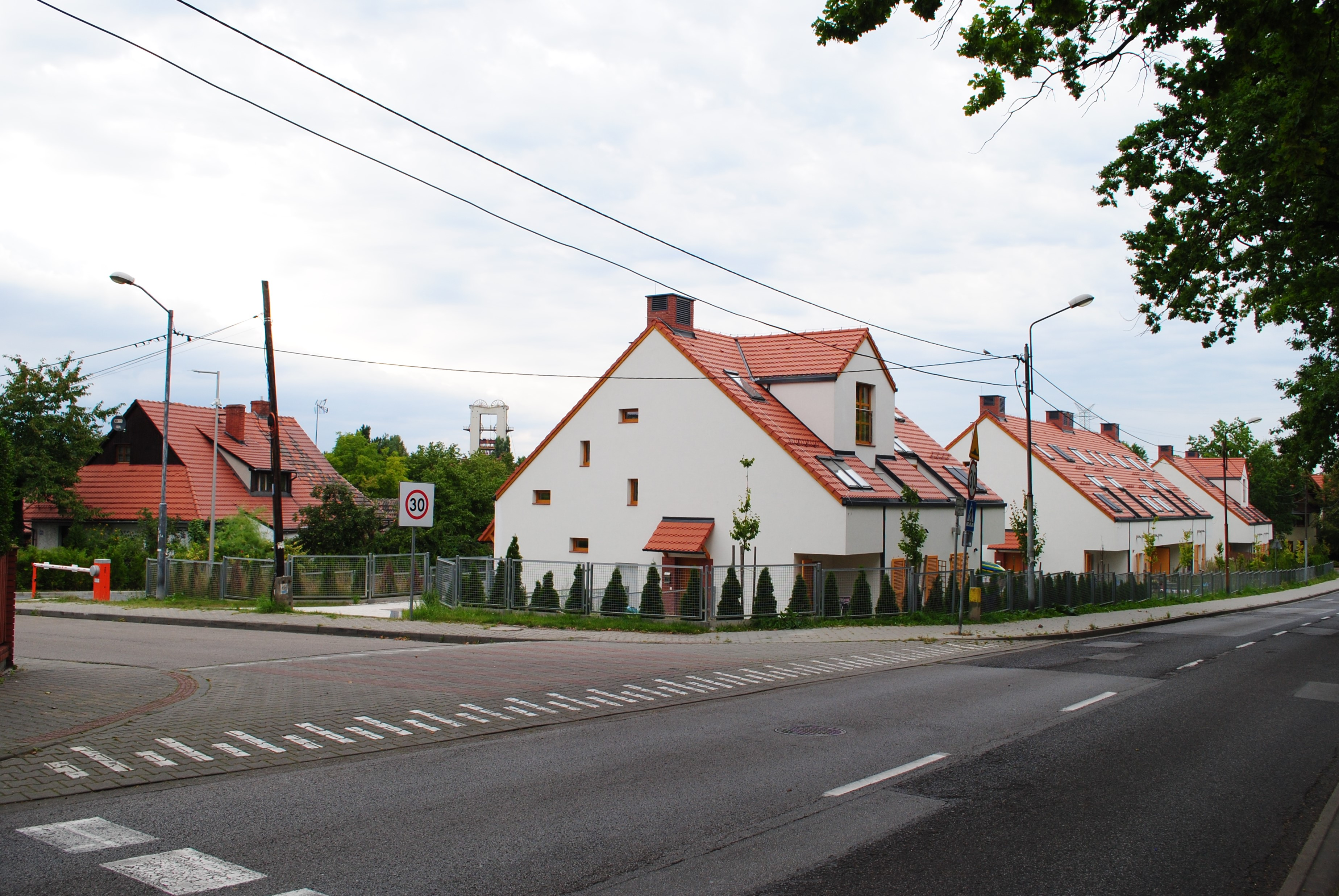
Osiedle Pod Kasztanami

W XIX wieku w rejonie dzisiejszej ulicy Adama znajdował się szyb kopalni „Pepita” (działającej od 1860 roku), od którego wzięła się pierwsza nazwa obecnej ulicy Górniczego Stanu. Ulica powstała wraz z budową osiedla robotniczego Giszowiec, w latach 1907–1910, jako droga zamykająca osiedle od strony południowej. Ulica ta, podobnie jak pozostałe na nowym osiedlu patronackim drogi wewnętrzne, posiadały nawierzchnię szutrową i były tej samej szerokości. W środku ulicy utwardzona jezdnia miała szerokość 3,5 m, a wzdłuż jezdni zbudowano brukowane korytka obłożone darnią, a dalej znajdowały się ciągi dla pieszych.
Droga ta w okresie Rzeszy Niemieckiej (do 1922 roku) nosiła nazwę Pepitastraße, a w latach międzywojennych była to ulica Powstańców. W dwudziestoleciu międzywojennym powstała tzw. kolonia amerykańska dla nowej, amerykańskiej dyrekcji kopalni „Giesche” (późniejszy „Wieczorek”) i ich rodzin. Projektant kolonii nie jest znany; został zatrudniony przez SACO (Silesian-American Corporation). Zabudowa prezentuje styl modernistyczny z elementami romantycznymi i klasycyzującymi oraz neobarokowymi i secesyjnymi. W latach niemieckiej okupacji Polski (1939–1945) dotychczasową ulicę Powstańców przemianowano na Herbert Norkusstraße.
Po II wojnie światowej przywrócono poprzednią nazwę ulicy. W latach 1946–1948 przy ulicy Powstańców wzniesiono modernistyczny kościół św. Stanisława Kostki według projektu Jerzego Kruga. 17 maja 1948 roku obiekt konsekrował bp Juliusz Bieniek. Prawdopodobnie po 1951 roku drogę przemianowano na ulicę 22 Lipca, a 21 listopada 1962 roku ulica ta zyskała obecną nazwę.
W latach 2003–2004 w rejonie ulic Pod Kasztanami, Górniczego Stanu, Kosmicznej i Działkowej, wybudowano osiedle Pod Kasztanami, którego inwestorem było Katowickie Towarzystwo Budownictwa Społecznego. Osiedle składa się z dziewięciu budynków z 200 mieszkaniami, garażami i dwoma lokalami użytkowymi.
Ulica posiada długość 1 936 m oraz powierzchnię 11 591 m². W 2002 roku została ona wyremontowana. Przy ulicy swoją siedzibę mają firmy i przedsiębiorstwa handlowo-usługowe, parafia św. Stanisława Kostki w Giszowcu (ul. Górniczego Stanu 22) i jej cmentarz, zajmujący powierzchnię 0,731 ha (0,7125 ha w granicach ogrodzenia). Ulicą na odcinku od ulicy Przyjaznej do ulicy Kosmicznej kursują autobusy Zarządu Transportu Metropolitalnego.

## Obiekty zabytkowe
Przy ulicy Górniczego Stanu zlokalizowane są następujące historyczne obiekty, wpisane do rejestru zabytków:
- fragment osiedla robotniczego Giszowiec z lat 1907–1914 (część zachodnia), wybudowana według projektu architektów Georga i Emila Zillmannów; rozbudowane w latach 1920–1924 (nr rej.: A/1229/78 z 18 sierpnia 1978 roku); jego część znajduje się przy ul. Górniczego Stanu – obiekty pod numerami: 29/31, 33/35, 37/39, 41/43, 45/47, 53/55, 57/59, 61/63;
- fragment osiedla robotniczego Giszowiec (część wschodnia) – układ urbanistyczny wraz z istniejącą zabudową i zielenią tzw. wschodniej części osiedla i usytuowanej w południowo-zachodniej części zespołu tzw. kolonii amerykańskiej (nr rej.: A/1348/87 z 23 czerwca 1987 roku); jego część znajduje się przy ul. Górniczego Stanu[18]:
  - domy robotnicze w ogrodach – obiekty pod numerami: 71/73, 75/77,
  - wille wolnostojące wraz z otoczeniem, tzw. kolonia amerykańska – obiekty pod numerami: 2, 4, 6, 8, 10, 12;
- dom z budynkiem gospodarczym (ul. Górniczego Stanu 37/39), wzniesiony pomiędzy 1907 a 1912 rokiem (nr rej.: A/151/05 z 3 października 2005 roku); granice ochrony obejmują działki;
- dwurodzinny dom robotniczy z budynkiem gospodarczym (ul. Górniczego Stanu 49/51), wzniesiony pomiędzy 1907 a 1912 rokiem (nr rej.: A/86/03 z 8 maja 2003 roku); granice ochrony obejmują działki;
- dwurodzinny dom robotniczy z budynkiem gospodarczym (ul. Górniczego Stanu 65/67), wzniesiony pomiędzy 1907 a 1912 rokiem (nr rej.: A/70/02 z 22 sierpnia 2002 roku); granice ochrony obejmują działki;

Na rogu ulic Górniczego Stanu i Pszczyńskiej zlokalizowana jest wieża wodna, zbudowana w 1909 roku. Wieża ta została wpisana do rejestru zabytków dnia 29 października 1990 roku (nr rej.: A/1417/90)

Zabytki położone przy ulicy Górniczego Stanu
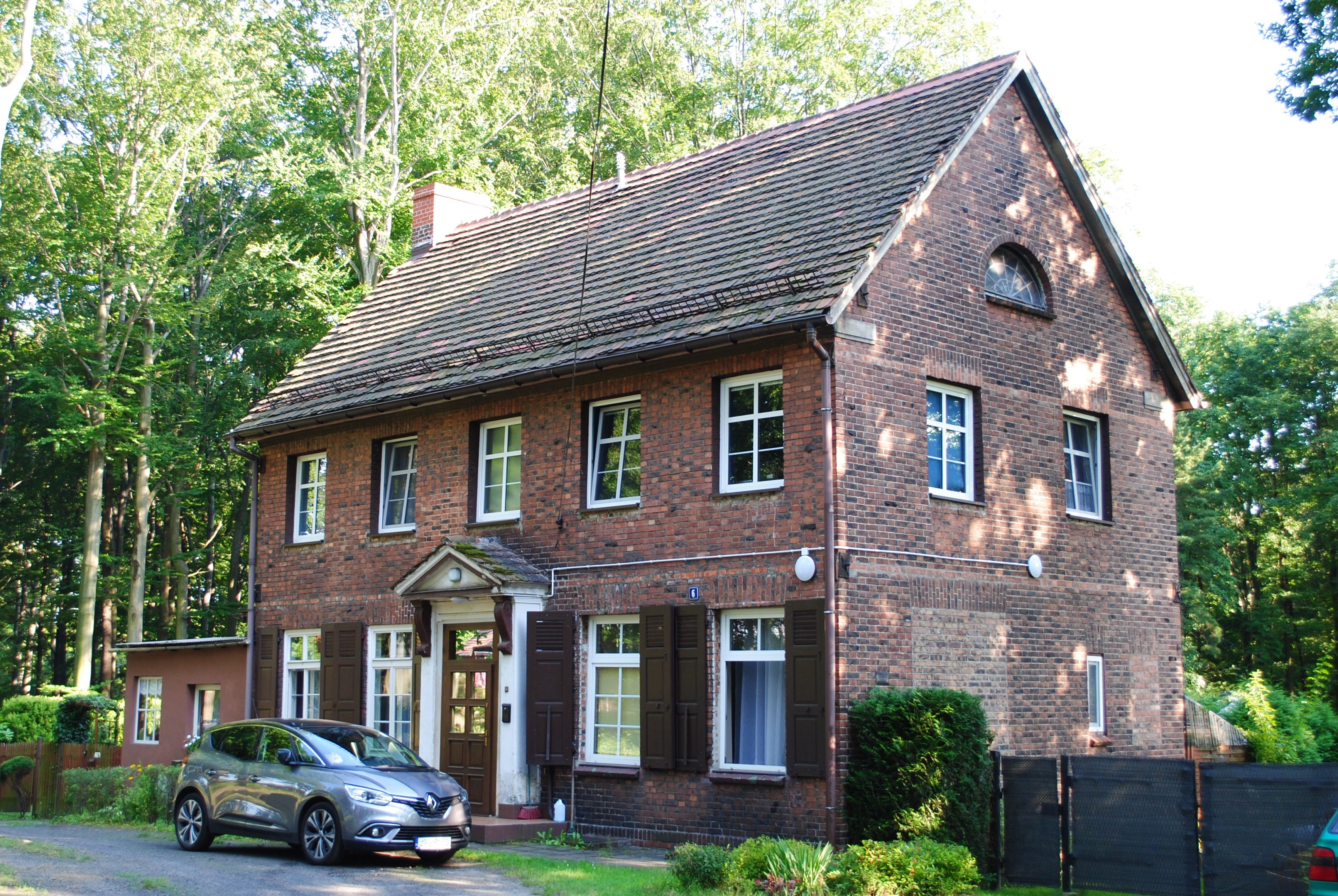
Ul. Górniczego Stanu 6
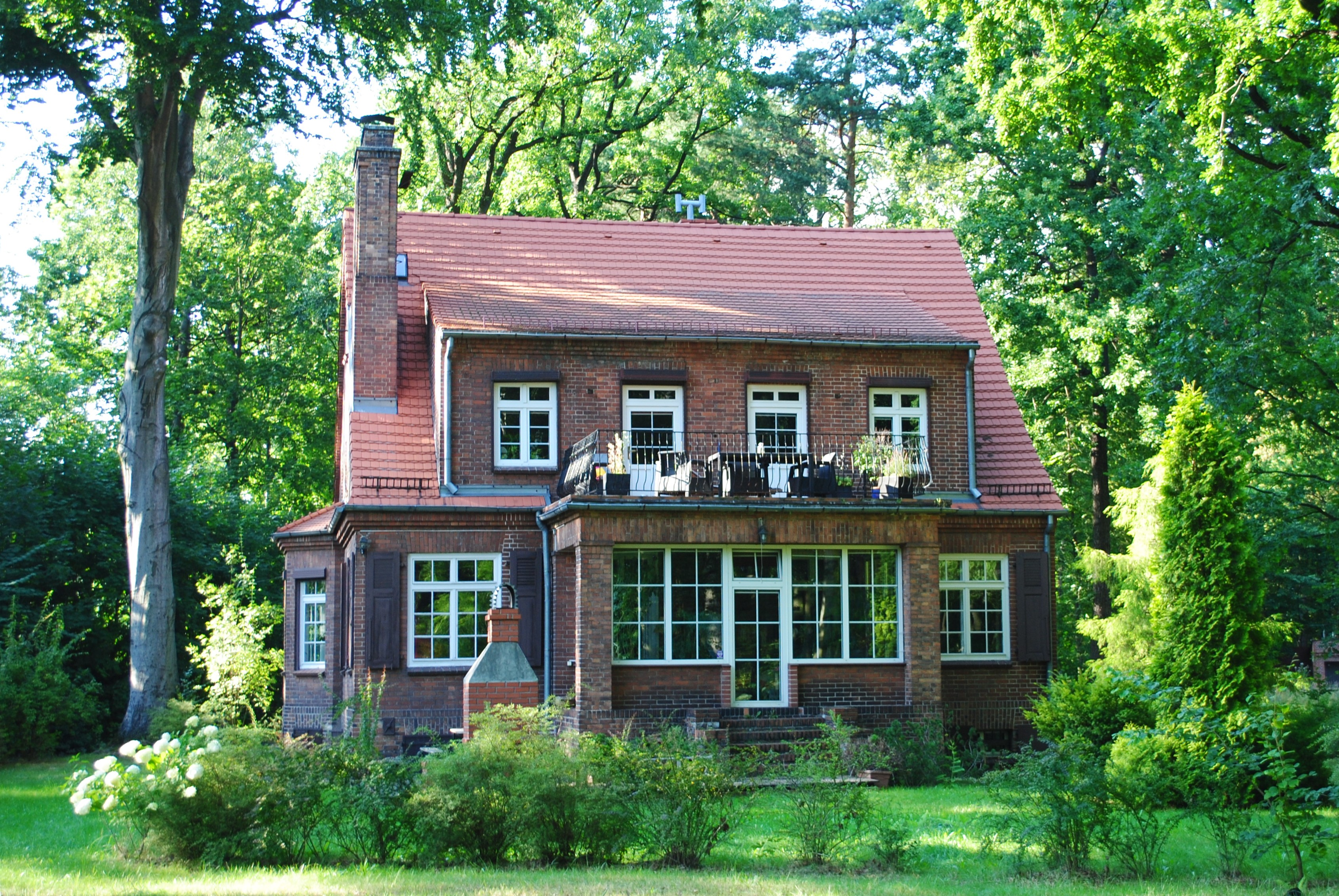
Ul. Górniczego Stanu 8
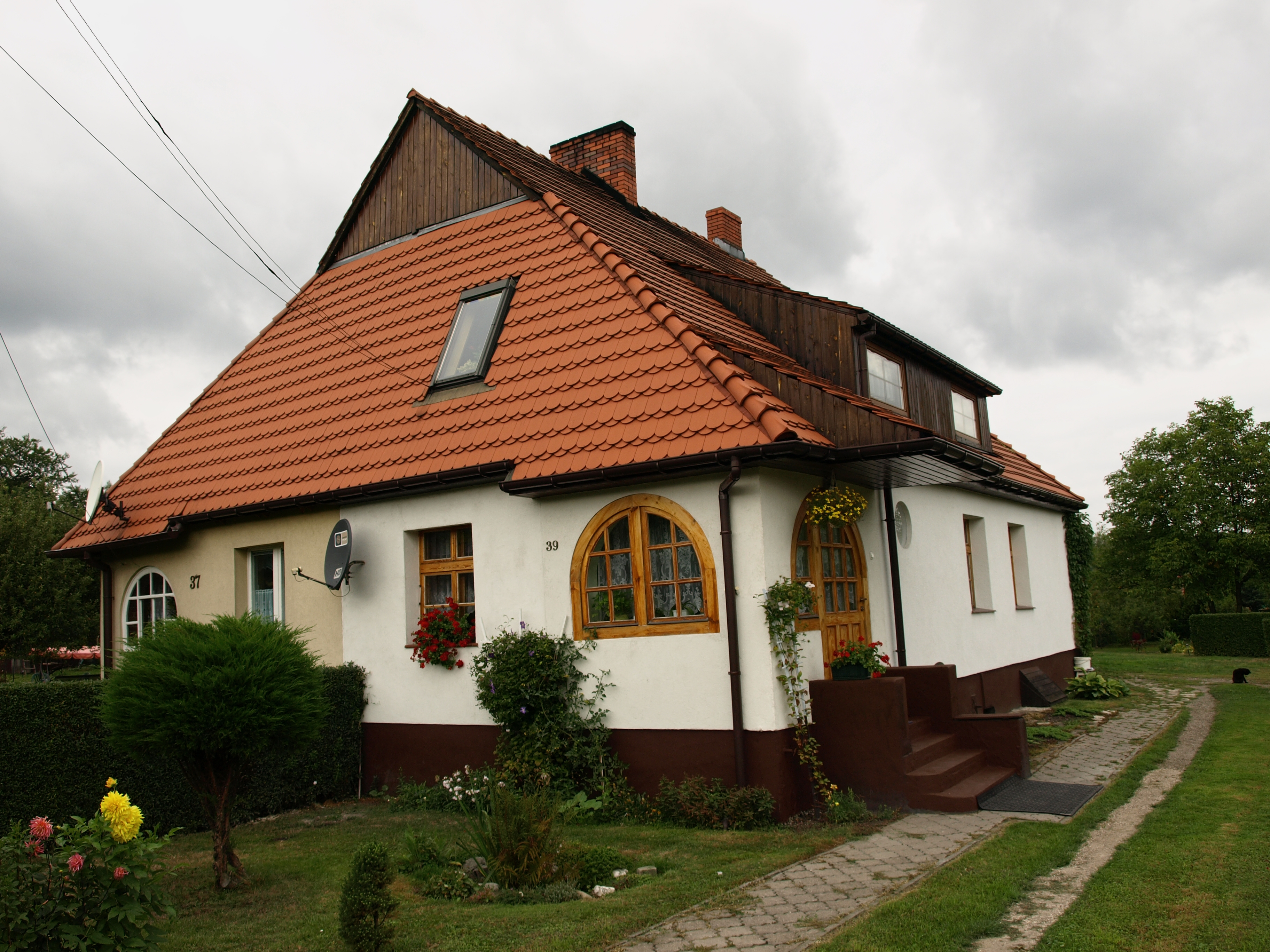
Ul. Górniczego Stanu 39
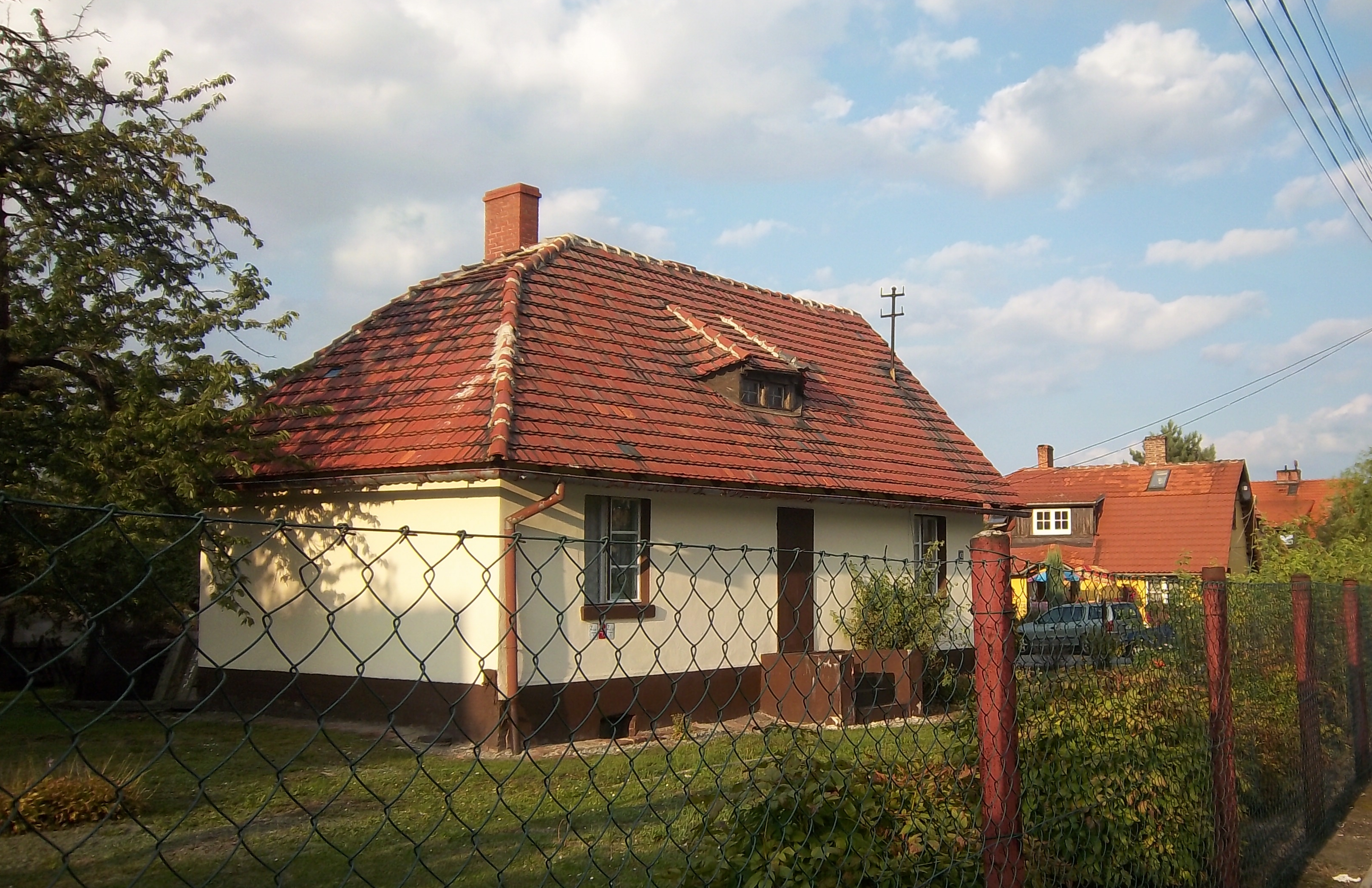
Ul. Górniczego Stanu 41/43
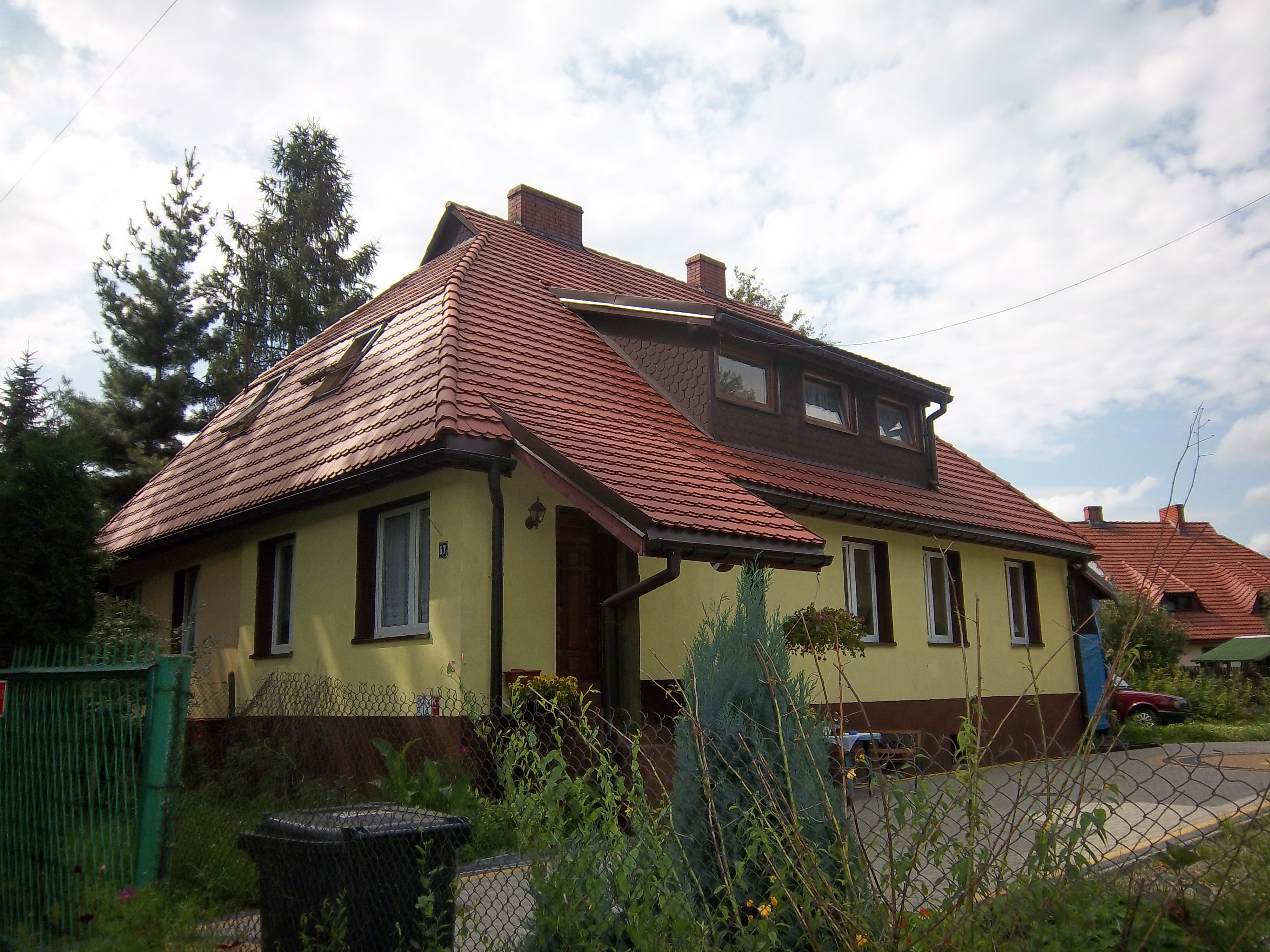
Ul. Górniczego Stanu 65/67

## Pomniki przyrody

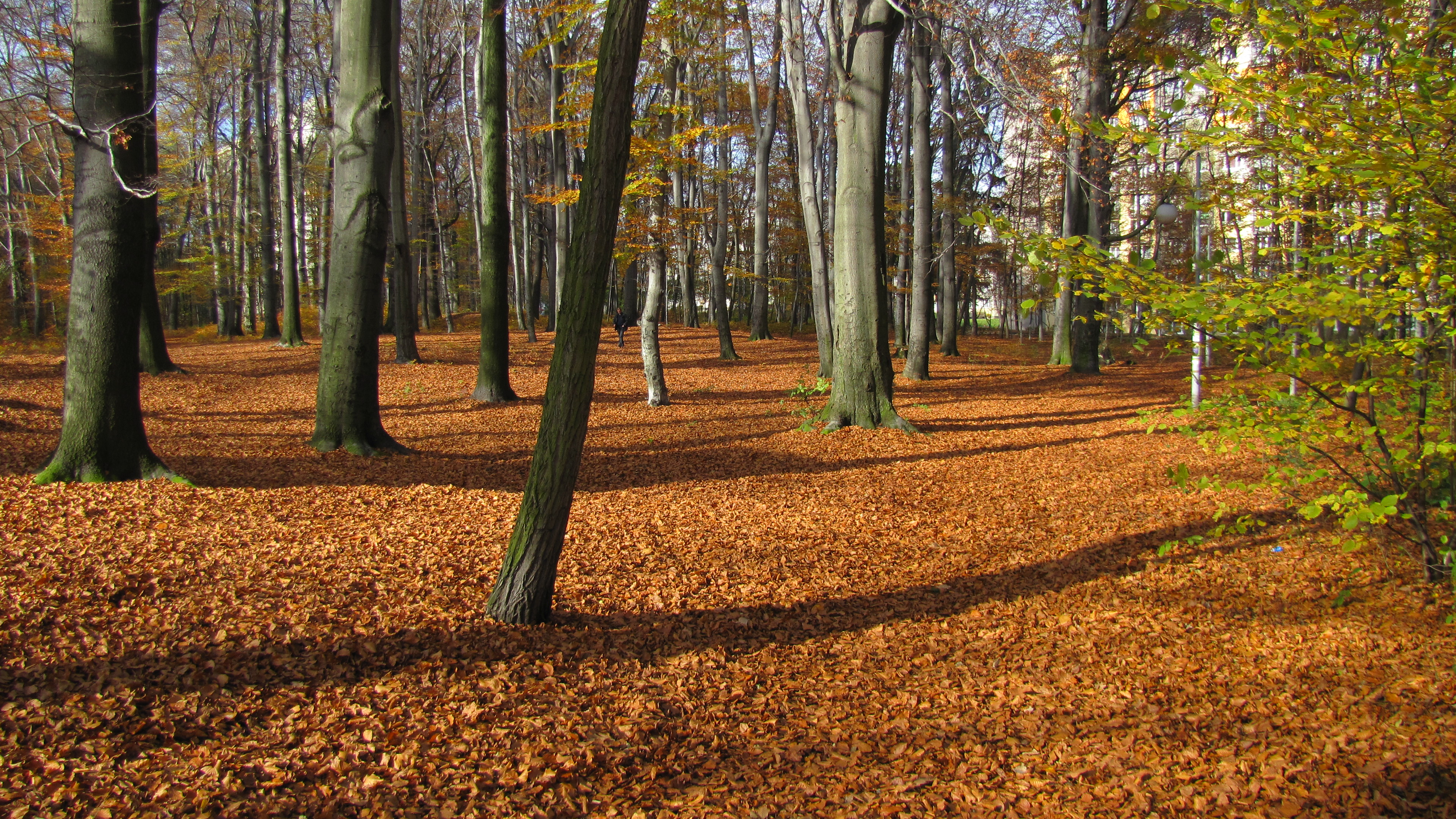
Zbiorowisko drzew bukowych w pobliżu kościoła św. Stanisława Kostki

Przy ulicy znajdują się następujące pomniki przyrody, ustanowione rozporządzeniem nr 63/95 wojewody katowickiego z 25 kwietnia 1995 roku:
- buk zwyczajny (ul. Górniczego Stanu 18), nr rejestru: 000527;
- buk zwyczajny (ul. Górniczego Stanu 16, 18), nr rejestru: 000528;
- buk zwyczajny (ul. Górniczego Stanu 12), nr rejestru: 000529;
- buk zwyczajny (ul. Górniczego Stanu 10, 12), nr rejestru: 000531;
- buk zwyczajny (ul. Górniczego Stanu 12, 6), nr rejestru: 000534;
- buk zwyczajny (ul. Górniczego Stanu 12, 6), nr rejestru: 000535.

Ponadto w kwartale ulic Pszczyńskiej, Górniczego Stanu, Wojciecha i Barbórki zlokalizowany jest fragment lasu o powierzchni 4,43 ha, zagospodarowany na funkcje rekreacyjne.